# Томашка вас
Томашка вас (словен. Tomaška vas) је насељено место у општини Словењ Градец, Корушка регија, Словенија.

## Историја
До територијалне реорганизације у Словенији била је у саставу старе општине Словењ Градец.

## Становништво
У попису становништва из 2011. године, Томашка вас је имала 135 становника.
| Број становника према пописима | Број становника према пописима | Број становника према пописима |
| ------------------------------ | ------------------------------ | ------------------------------ |
| 1991                           | 2002                           | 2011                           |
| 129                            | 139                            | 135                            |